# Eupithecia sodalis
Eupithecia sodalis är en fjärilsart som beskrevs av Louis Beethoven Prout 1937. Eupithecia sodalis ingår i släktet Eupithecia och familjen mätare. Inga underarter finns listade i Catalogue of Life.